# آنتیوخوس سیزدهم
آنتیوخوس سیزدهم یکی از واپسین شاهان سلوکی بود. او پسر آنتیوخوس دهم از همسر بطلمیوسی‌اش کلئوپاترا سلن بود. مادرش میان سال‌های ۹۲-۸۵ (پیش از میلاد) نیابت پادشاهی پسر را داشت. کمی پس از چیرگی تیگران یکم شاه ارمنستان بر سوریه در ۸۳ پیش از میلاد او به رم سفر کرد تا پادشاهی پسرانش را بر مصر باستان به رومیان بپذیراند، ولی در این راه ناکام ماند. میان سال‌های ۷۵-۷۳ قبل از میلاد اینان تنها در جایگاه پادشاهان بومی سوریه شناخته می‌شدند. سرانجام کلئوپاترا سلن به دست تیگران افتاد و کشته شد، ولی اندکی پس از آن که پومپی توانست تیگران را شکست دهد، مردمان انطاکیه آنتیوخوس سیزدهم را به شاهی برداشتند و در سال ۶۹ پیش از میلاد، لوسیوس لوکولوس پذیرفت که او پادشاه سوریه باشد.
در ۶۴ پیش از میلاد پومپی او را برکنار کرد و سپس او به دست فرماندهی عرب به نام شمشگرام کشته شد. مرگ او را پایان کار سلوکیان می‌دانند، ولی پس از او چندی هم فیلیپ دوم به زندگانی این دولت افزود.